# クーニャンギア
クーニャンギア (Kuanyangia) はレドリキア科に属する三葉虫の属の一つ。カンブリア紀前期ボトミアン紀に生息していた澄江動物群の1つである。中国名は丘疹关杨虫。頭部から2本の触角が突き出し、全長は6.3cmほど。